# Ławeczka Jimiego Hendriksa w Dąbrowie Górniczej
Ławeczka Jimiego Hendriksa w Dąbrowie Górniczej – rzeźba pomnikowa położona przy placu Wolności, odsłonięta 20 września 2012. Jej autorem jest Adam Szczepański.
Ławeczka znajduje się w centrum miasta w pobliżu Pomnika Bohaterów Czerwonych Sztandarów i Pałacu Kultury Zagłębia.
W roku 1990 postanowiono wysadzić w powietrze wzniesiony w roku 1970 Pomnik Bohaterów Czerwonych Sztandarów. Wywiercono nawet otwory na materiał wybuchowy. Wtedy młodzież Dąbrowy Górniczej przemianowała rzeźbę na pomnik muzyków Jimiego Hendriksa i Kurta Cobaina. Na cokole umieszczono tablicę z napisem: Jimiemu Hendrixowi, Kurtowi Cobainowi. Make love not war. War is over. Wszystkim, którzy kochają wolność. Rzeźbę pomalowano w symbole subkultury młodzieżowej. Pomnik ocalał i nadal pozostał miejscem spotkań.
W roku 2012 obok kamiennego pomnika stanęła odlana z brązu rzeźba przedstawiająca Jimi Hendrixa grającego na gitarze. Odsłonięcia pomnika dokonali sobowtórzy Lecha Wałęsy, Chucka Norrisa i Elvisa Presleya. Na oparciu ławki pojawił się napis przeniesiony z tablicy na pomniku Bohaterów Czerwonych Sztandarów.